# Estádio Via del Mare
O Estádio Via del Mare é um estádio de futebol localizado em Lecce, na Itália. É a casa do US Lecce.